# インターリンク (インターネットサービスプロバイダ)
株式会社インターリンク (Interlink Co., Ltd.) は、日本のインターネット関連企業である。

## 沿革
- 1995年8月 - ISP事業開始[1]
- 1998年8月 - 本社を東京都豊島区東池袋サンシャイン60内に移転[1]
- 2002年4月 - ドメイン取得サイト「gonbei.jp」開始[2]
- 2006年10月 - ICANN認定レジストラ資格取得[3]
- 2007年3月 - FONのサポートISPになる[4]
- 2012年1月 - 有限責任事業組合フェムト・スタートアップ設立[5]
- 2017年4月 - 「フレッツ接続　ZOOT NATIVE」 提供開始[6]
- 2020年6月 - オフィス閉鎖、社員が好きな場所で仕事をできるノマドワーク体制へ完全移行[7]
- 2022年5月 - “給与そのまま”の週休3日制度を 5/16(月)より試験導入[8]
- 2024年4月 - 「フレッツ接続　ZOOT PREMIUM」 提供開始[9]